# Испанско-канадские отношения
Испанско-канадские отношения — двусторонние дипломатические отношения между Испанией и Канадой. 

## История
В июле 1774 года испанский мореплаватель Хуан Хосе Перес Эрнандес стал первым европейцем, побывавшим на архипелаге Хайда-Гуай на пути к Аляске. После открытия данного архипелага несколько других испанских экспедиций прошли вдоль побережья Британской Колумбии. В 1789 году Испания основала два поселения на острове Нутке: Санта-Крус-де-Нука и Форт Сан-Мигель. Испанская империя на тот момент контролировала территорию в Америке от Аргентины и до Альберты и Саскачевана.
C 1936 по 1939 год в Испании бушевала гражданская война между Республиканцами и Националистами. Канада официально придерживалась нейтралитета во время конфликта, однако более чем 1700 канадских добровольцев сражались на стороне Республиканцев. Канадские добровольцы присоединились к американскому Батальону Линкольна-Вашингтона, а затем создали собственный канадский батальон добровольцев Маккензи-Папино. В 1937 году Парламент Канады принял закон, запрещающий участие канадцев в качестве наёмников в иностранных войнах. В испанской гражданской войне погибло около 700 канадцев. В апреле 1939 года последние канадские добровольцы покинули Испанию и вернулись в Канаду после победы Франциско Франко против войск которого они сражались.
После окончания Второй мировой войны Канада и Испания установили дружественные отношения. В 1959 году между странами были установлены дипломатические отношения, а также отменен визовый режим. В марте 1995 года отношения между странами резко ухудшились, когда испанское рыболовецкое судно «Estai» с экипажем из 45 человек было захвачено канадцами за пределами исключительной экономической зоны Канады, так как правительство этой страны обвинило Испанию в избыточной ловле палтуса у их границы, что спровоцировало Палтусовую войну. Во время кризиса, Испания ввела визовый режим для канадских граждан, посещающих Испанию и угрожала разорвать дипломатические отношения с Канадой. Следующим шагом стало то, что Испания отправила сторожевой корабль военно-морских сил для защиты своих траулеров, а Канада начала резать сети испанских рыболовецких кораблей, ведущих промысел в этом районе. Европейский союз занял неоднозначную позицию в этом кризисе: Великобритания и Ирландия поддерживали Канаду, а континентальная часть Европы и Исландия поддержали Испанию. В итоге экипаж «Estai» был отпущен канадцами под залог в 500000 долларов США и вернулся в Испанию. В итоге страны подписали мирное соглашение, согласно которому испанские корабли покинули спорную зону, а канадцы вернули испанцам залог в 500000 долларов США. После окончания кризиса испанско-канадские отношения улучшилось, а в 2007 году странами был подписан Меморандум о взаимопонимании и сотрудничеству в области рыболовства.

## Торговля
В 2014 году общий объем торговли между Канадой и Испанией составил сумму более чем 2 млрд долларов США. Экспорт Канады в Испании: самолёты и запасные части, руда и зола, крупы, машинное оборудование. Экспорт Испании в Канаду: фармацевтические препараты, горючие вещества, масла и минеральные вещества, напитки и электронное оборудование. Канадские транснациональные компании, такие как Bombardier, BlackBerry и Thomson Reuters представлены в Испании, в то время как испанская компания Zara работает в Канаде. В 2014 году Канада и Европейский союз (включая Испанию) заключили соглашение о свободной торговле, известное как «Комплексное экономическое и торговое соглашение», в 2017-м Соглашение о свободной торговле между ЕС и Канадой (CETA / исп. El acuerdo de libre comercio UE-Canadá (CETA)) вступило в силу.